# Daigo Kobayashi
Daigo Kobayashi (Prefectura de Shizuoka, Japó, 19 de febrer de 1983) és un futbolista japonès.

## Selecció japonesa
Daigo Kobayashi va disputar 1 partits amb la selecció japonesa.